# Antoine Barrillon de Morangis
Pour les articles homonymes, voir Barrillon et Morangis.
Antoine Barrillon, chevalier, marquis de Morangis, est un magistrat français baptisé à Paris (Saint-Gervais), le 4 mars 1599,, décédé le 4 avril 1672
Fils de Jean Barrillon de Morangis seigneur de Mancy (mort le 13 août 1627), conseiller au Parlement de Paris (1582), et de Judith de Mesmes, Antoine Barrillon est le frère aîné de Jean-Jacques de Barrillon. Il est l'un des dirigeants de la Compagnie du Saint-Sacrement. 
Reçu conseiller au Parlement de Bretagne le 15 mars 1619, puis à celui de Paris le 24 juillet 1620, il est reçu maître des requêtes ordinaires le 1er février 1625. Conseiller d'État par brevet du 9 juillet 1648, il est nommé par commission datée du même jour directeur des finances, avec Étienne d'Aligre. La prosopographie des gens de Parlement est de Michel Popoff
En 1625, il épouse Philiberte d'Amoncourt de Branges, morte sans postérité en août 1669 : elle lui laisse ses fiefs (avec Montigny et Savigny), dont héritera leur neveu Jean-Paul Barrillon.
Après le décès d'Antoine Barrillon de Morangis, Gabriel Calloet-Kerbrat publia sous son nom des mémoires, qui sont essentiellement un appel à la création d'hôpitaux généraux.
Le pastelliste Robert Nanteuil a gravé un portrait de lui.